# Libya Montes
Libya Montes ist ein Hochlandgebiet am Marsäquator, südlich des 1200 Kilometer messenden Einschlagbeckens Isidis Planitia. Das Libya Montes Hochland ist eines der ältesten Gebiete auf dem Mars, das durch Prozesse, die mit flüssigem Wasser in Verbindung stehen, verändert wurden.